# الفولكلور المكسيكي الأمريكي
يشير الفولكلور المكسيكي الأمريكي إلى حكايات وتاريخ شعب الشيكانو الذين يعيشون في الولايات المتحدة الأمريكيه.

## تاريخ
الأشخاص من أصل إسباني يعيشون في الجزء الجنوبي الغربي من الولايات المتحدة منذ أن كانت المكسيك مستعمرة للإمبراطورية الإسبانية حتى عام 1821. بعد ذلك، حصلت المكسيك على استقلالها بعد حرب استقلال المكسيك.
بعد حرب المكسيك الأمريكية، تمت الإذعان بمعظم منطقة الجنوب الغربي، والتي تمثلت تقريباً في نصف الأراضي الشمالية للمكسيك، إلى الولايات المتحدة. وبشكل مفاجئ، أصبح حوالي 80,000 شخص من أصول إسبانية ومكسيكية وهندية سكاناً في الولايات المتحدة. 
بعد الحرب، اكتسبت الولايات المتحدة مساحات كبيرة من الأراضي، مما أدى إلى تضمين جميع المواطنين المكسيكيين المقيمين في تلك المنطقة ضمن حكم الولايات المتحدة. بدأ مواطنو الولايات المتحدة يتدفقون إلى هذه المنطقة بحثاً عن أراضٍ للاستيطان والعيش عليها. 

### لا يورونا

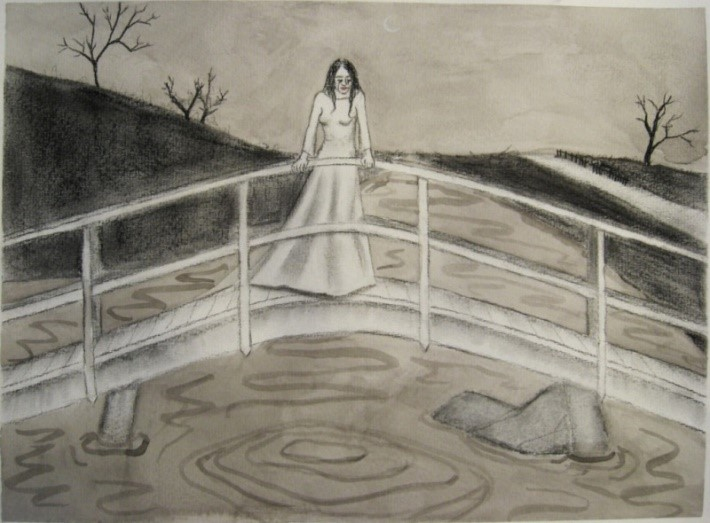
رسم لا يورونا

من الأمثلة المعروفة جيدًا في الفولكلور الشيكانو هي "لا يورونا"، المرأة الباكية. تتنوع الحكايات حول "لا يورونا" بين مختلف الإصدارات. إحدى الروايات الشائعة تقول إنها شبح أم قاتلة تجوب بالقرب من المياه مثل ضفاف الأنهار أو الشواطئ و البحيرات. يتم وصفها دائمًا بشعر طويل يصل إلى أسفل خصرها، وتُرتدي غالبًا ثوبًا أبيض. وتروى القصة أن عشيقها تركها مع ابنيهما الاثنين، فغضبت وقامت بغرق أطفالها كفعل انتقامي أو حزن. ولهذا السبب، فإنها ملزمة بالتجول على الأرض إلى الأبد بحثًا عن أطفالها. "لا يورونا" تعد "مثلًا ثقافيًا يعلم الناس كيفية العيش والتصرف وفقًا للأخلاقيات الاجتماعية المُعتمدة". وغالبًا ما تُستخدم قصتها كحكاية للنوم لإجبار الأطفال على النوم أو السلوك بشكل جيد عندما يكونون في الأماكن العامة. 
بفضل شهرة هذه الأسطورة، هناك العديد من الأعمال التي قام بها "علماء الفولكلور، النقاد الأدبيون، علماء الأنثروبولوجيا والكتاب النسويون". وتشمل هذه الأعمال كتب الأطفال والقصص القصيرة والروايات والأفلام كوسائل لتسجيل تاريخ "لا يورونا".
كما ذكرت غلوريا أنزالدوا، عالمة نظرية ثقافة شيكانا والنسوية، في مقالها "كيفية ترويض لسان بري"، أن العيش في الجانب الأمريكي من الحدود جعل من الصعب على الهيسبانيك الهوية الوطنية لهم بسبب قمعهم من قبل المستعمرين الأنجلو-أمريكيين.

### أزتلان
آزتلان هو وطن أسطوري للآزتك، وفي الستينيات من القرن الماضي، بدأ الشعوب الشيكانو العايشين في جنوب غرب الولايات المتحدة باستخدام مفهوم آزتلان كطريقة للتعبير عن فخرهم بهويتهم الوطنية. أصبح آزتلان يُعرف كوطن خيالي لأولئك من أصول مكسيكية أمريكية، مكان خيالي "مبني على إحياء الميكسيكيسمو". كان آزتلان مكانًا يضم جميع أولئك الذين لهم أصول هسبانية وشجعهم على دعم بعضهم البعض والعيش في ازدهار.
بعد أن احتلت الولايات المتحدة الجزء الجنوبي الغربي من أمريكا الشمالية، أصبح الآلاف من المكسيكيين فجأة أمريكيين وتشجعوا على اعتماد تقاليد ثقافية مختلفة. عاشوا على نفس الأرض التي عاشوا عليها دائمًا، لكنهم اعتبروا الآن أجانبًا. وفقًا لدلا توري وغوتيريز، عالمي دراسات الشيكانو مقيمين في المكسيك، بسبب "الهجرة غير الشرعية"  للمكسيكيين الأمريكيين هنا وهناك عبر الحدود، تمكنوا من الحفاظ على الروابط الاجتماعية والالتزامات المتبادلة. يتم التحدث أحيانًا عن آزتلان كالأرض التي أخذتها الولايات المتحدة من المكسيك بعد حرب المكسيك الأمريكية. تلمح ديلا توري وغوتيريز بأن آزتلان كانت محاولة للمكسيكيين الأمريكيين لاستعادة التاريخ والهوية المفقودين. 
تمت رؤية المفهوم لأول مرة في "إل بلان دي آزتلان"، الذي اعتمده المؤتمر الوطني لتحرير الشباب الشيكانو، والذي عقد في دنفر، كولورادو في عام 1969. استند المنشور نفسه إلى قصيدة لألبيرتو ألوريستا الذي دعا إلى جعله الموضوع المركزي للمؤتمر. جمعت الخطة نشطاء المجتمع والثقافيين من جميع أنحاء جنوب الولايات المتحدة. حفزت الخطة سكان الشيكانو في أمريكا على التوعية أكثر وعلى تحديد مصيرهم أثناء كفاحهم من أجل المساواة. سرعان ما أصبحت آزتلان مترسخة في حركة الشيكانو كرمز سياسي وروحي هام.  

## في العصر الحديث
في الوقت الحاضر، يعتمد معظم الفولكلور المكسيكي، بجانب القصص الأكثر شهرة مثل "لا يورونا"، على الهوية الثقافية بشكل عميق. يعد الفولكلور وسيلة للتعامل مع تعقيدات الهوية، حيث يتناول غالباً قضايا حقيقية ويخفف من التوترات. يعكس هذا الفولكلور التوتر بين الحفاظ على الجذور المكسيكية والاندماج الكامل في المجتمع الأمريكي. الأمثلة اليومية تشمل قرارات مثل التحدث باللغة الإنجليزية بدلاً من الإسبانية في الأماكن العامة، أو التعامل مع الهوية بأن تكون أمريكياً بدلاً من أن تكون شيكانو. 
هذا الصراع الداخلي حول الهوية يؤدي غالباً إلى فقدان الرباط الثقافي. في المجتمع المعاصر، يواجه العديد من المكسيكيين الذين يسافرون إلى الولايات المتحدة تحديات الهوية هذه. الفولكلور الحديث، مثل قصص "البراسيرو" (العامل الزراعي المكسيكي)، يعكس هذه الصراعات. تتناول قصص "البراسيرو" عادة الشباب المكسيكيين الذين وصلوا إلى الولايات المتحدة خلال الحرب العالمية الثانية للعمل في المزارع بموجب برنامج البراسيرو. تسلط هذه القصص الضوء على تحديات الشخصية الرئيسية التي تواجه البطل حيث يجد نفسه في مواقف محرجة حيث يجب عليه أن يتصرف بطريقة أكثر أمريكية أو أكثر مكسيكية.

## أنظر أيضاً
- المكسيك
- تيكساس